# Sempringham
Sempringham è una località britannica nella contea inglese di Lincolnshire, nei pressi della città di Bourne.

## Storia
Patria di san Gilberto, che nel 1131 vi fondò il primo monastero del suo ordine, Sempringham conobbe il suo massimo sviluppo in età medievale ed iniziò a decadere dopo la soppressione dei monasteri inglesi voluta dal re Enrico VIII.
Oggi conserva solo pochi resti dell'antico priorato.